# Yoon Suk-yeol
Yoon Suk Yeol (în coreeană 윤석열; n. 18 decembrie 1960, Seongbuk District⁠(d), Seul, Coreea de Sud) este un politician sud-coreean și fost procuror care a fost cel de-al 13-lea președinte al Coreei de Sud, între 2022 și 2025, când a fost demis din funcție, precum și procuror general al Coreei de Sud între 2019 și 2021. A fost demis de Adunarea Națională în 2024, în urma decretării controversate a legii marțiale. Yoon a fost președintele cu cel mai scurt mandat ales direct din istoria democratică a Coreei de Sud.
Născut în Seul, Yoon a obținut licența și masterul în drept la Universitatea Națională din Seul. În calitate de șef al Parchetului Districtual Central din Seul, a jucat un rol-cheie în condamnarea foștilor președinți Park Geun-hye și Lee Myung-bak pentru abuz de putere. În 2019, președintele Moon Jae-in l-a numit pe Yoon în funcția de procuror general al Coreei de Sud. Sub conducerea sa, Parchetul Suprem a desfășurat investigații controversate asupra lui Cho Kuk, o figură influentă în administrația Moon, care au dus la demisia acestuia din funcția de ministru al justiției. Conflictele lui Yoon cu administrația Moon, înainte de demisia sa din funcția de procuror general în 2021, i-au consolidat imaginea de potențial candidat prezidențial în rândul alegătorilor conservatori.
În iunie 2021, Yoon și-a anunțat candidatura la alegerile prezidențiale din 2022. A aderat la Partidul Puterii Poporului (PPP) în luna iulie și a câștigat nominalizarea acestuia în noiembrie. Considerat un politician conservator și liberal din punct de vedere economic, Yoon a candidat pe o platformă care promitea dereglementarea economică și măsuri precum desființarea Ministerului Egalității de Gen și Familiei. L-a învins la limită pe candidatul Partidului Democrat, Lee Jae-myung⁠(d), cu mai puțin de un punct procentual, la 9 martie 2022, și a preluat funcția de președinte la 10 mai, devenind primul președinte ales născut după încheierea luptelor din Războiul din Coreea. În timpul mandatului său, politica externă a lui Yoon a fost descrisă ca fiind mai agresivă față de Coreea de Nord și mai prietenoasă cu Japonia, comparativ cu președinții sud-coreeni anteriori. Modul în care a gestionat tragedia de Halloween din Seul în 2022 și criza medicală în curs a atras critici. La alegerile parlamentare parțiale din 2024, partidul lui Yoon a suferit o înfrângere, ceea ce i-a slăbit puterea politică. În timpul mandatului lui Yoon, Coreea de Sud a cunoscut un recul democratic și o tendință către autoritarism. A avut în mare parte cote scăzute de aprobare ca președinte și a fost descris ca un președinte lipsit de influență („lame duck”).
La 3 decembrie 2024, Yoon a declarat legea marțială, pentru prima dată în Coreea de Sud de la dictatura militară a lui Chun Doo-hwan din 1980. Yoon a acuzat membrii Adunării Naționale că sprijină Coreea de Nord; cu toate acestea, a ridicat legea marțială după ce Adunarea a adoptat, câteva ore mai târziu, o moțiune de urgență care anula declarația. În contextul unor critici răspândite și al protestelor în masă, a fost introdusă o moțiune de demitere împotriva lui Yoon în ziua următoare, însă aceasta nu a întrunit cele 200 de voturi necesare pentru a fi adoptată. A fost în cele din urmă demis și suspendat din funcția prezidențială printr-un al doilea vot, la zece zile distanță, cu 204 voturi pentru, inclusiv 12 din partea propriului său partid. Yoon a devenit ulterior primul președinte în exercițiu din istoria Coreei de Sud împotriva căruia a fost emis un mandat de arestare și, în ianuarie 2025, primul care a fost arestat și încarcerat. În prezent, Yoon este anchetat pentru conducerea unei insurecții și ar putea fi condamnat la pedeapsa cu moartea, dacă va fi găsit vinovat. La 4 aprilie 2025, Curtea Constituțională a confirmat în unanimitate demiterea lui Yoon de către Adunarea Națională, punând capăt oficial președinției sale.
La 16 mai 2025, Yoon și-a anunțat plecarea din Partidul Puterii Poporului (PPP), pe fondul rezultatelor slabe în sondaje ale candidatului PPP la alegerile anticipate, care i-au determinat pe liderii partidului să îi ceară retragerea.

## Biografie

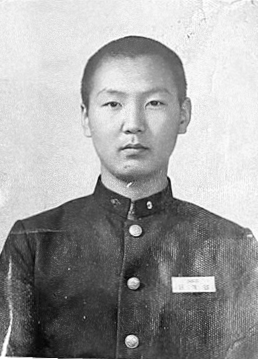
Yoon în 1976

Yoon s-a născut în 1960 în cartierul Bomun-dong, districtul Seongbuk, Seul, și a crescut în Yeonhui-dong, districtul Seodaemun. Tatăl său, Yoon Ki-jung, originar din Nonsan⁠(d), a fost profesor emerit de economie la Universitatea Yonsei și membru titular al Academiei Naționale de Științe a Republicii Coreea. Mama sa, Choi Seong-ja, născută în Gangneung, a fost lector la Universitatea de Femei Ewha, funcție pe care a părăsit-o după căsătorie.
Yoon a urmat cursurile Școlii Primare Daegwang și ale Școlii Generale Joongrang, transferându-se ulterior la Școala Generală Choongam după terminarea clasei a opta. După ce a absolvit Liceul Choongam, a studiat dreptul la Universitatea Națională din Seul, unde a obținut o diplomă de licență în drept în 1983 și un master în drept în 1988. La scurt timp după Revolta de la Gwangju, Yoon și câțiva colegi au organizat un proces simulat, în care el a jucat rolul procurorului, cerând pedeapsa cu moartea pentru președintele Chun Doo-hwan. Temându-se de arestare pentru implicarea sa în acel proces fictiv, Yoon a fugit în provincia Gangwon-do.
Yoon a fost scutit în 1982 de serviciul militar național din cauza anisometropiei (afecțiune a vederii). Ulterior, Yoon a declarat că, din cauza acestei afecțiuni, nu a putut obține permisul de conducere. După ce a promovat prima parte a examenului de admitere în barou în al patrulea an de facultate, Yoon a continuat să încerce să treacă a doua parte timp de următorii nouă ani. A reușit în cele din urmă să promoveze examenul în 1991, fiind astfel inclus în aceeași promoție cu deputatul Partidului Democrat și ministrul justiției Park Beom-kye.

## Cariera de procuror

### Începutul carierei
Yoon și-a început cariera la Parchetul din Daegu în 1994. A condus Secția Specială și Departamentul de Investigații Centrale, ambele specializate în cazuri de corupție.[25] În 1999, l-a arestat pe comisarul adjunct Park Hui-won, implicat în acte de corupție, în ciuda opoziției puternice venite din partea unor oficiali din guvernul lui Kim Dae-jung.
În ianuarie 2002, Yoon a lucrat pentru o scurtă perioadă ca avocat la firma Bae, Kim & Lee, dar a renunțat, considerând că funcția nu i se potrivea. După revenirea sa în funcția de procuror, i-a anchetat pe susținătorii lui Roh Moo-hyun, precum Ahn Hee-jung și Kang Keum-won. În 2006, l-a arestat pe Chung Mong-koo⁠(d) pentru implicarea acestuia într-un caz de fonduri secrete la Hyundai Motor Company. În 2008, a făcut parte din echipa de anchetă independentă care a investigat incidentul BBK, legat de președintele Lee Myung-bak.
În 2013, Yoon a condus o echipă specială de anchetă care a investigat implicarea Serviciului Național de Informații (NIS) în scandalul manipulării opiniei publice din 2012. Yoon a cerut urmărirea penală a fostului director al NIS, Won Sei-hoon, pentru încălcarea Legii privind alegerile funcționarilor publici. De asemenea, l-a acuzat pe ministrul justiției Hwang Kyo-ahn⁠(d) de influențarea anchetei sale. Ca urmare, a fost retrogradat de la Parchetul din Seul la Parchetele de pe lângă Curțile de Apel din Daegu și Daejeon.
Ulterior, Yoon a devenit șeful echipei de investigații în cadrul procuraturii speciale conduse de Park Young-soo, care a anchetat acuzațiile din scandalul Choi Soon-sil din 2016, implicând-o pe Choi, pe vicepreședintele Samsung Lee Jae-yong și pe președinta de atunci Park Geun-hye, anchetă ce a condus la suspendarea din funcție a președintei în decembrie 2016.
La 19 mai 2017, noul președinte ales Moon Jae-in l-a numit pe Yoon în funcția de șef al Parchetului de pe lângă Tribunalul Central din Seul. Sub conducerea sa, procuratura i-a pus sub acuzare pe doi foști președinți, Lee Myung-bak și Park Geun-hye, pe trei foști directori ai Serviciului Național de Informații (NIS), pe fostul președinte al Curții Supreme Yang Sung-tae, precum și peste 100 de alți foști oficiali și directori de companii. Yoon a condus, de asemenea, o anchetă privind frauda contabilă de la Samsung.

### Procuror general

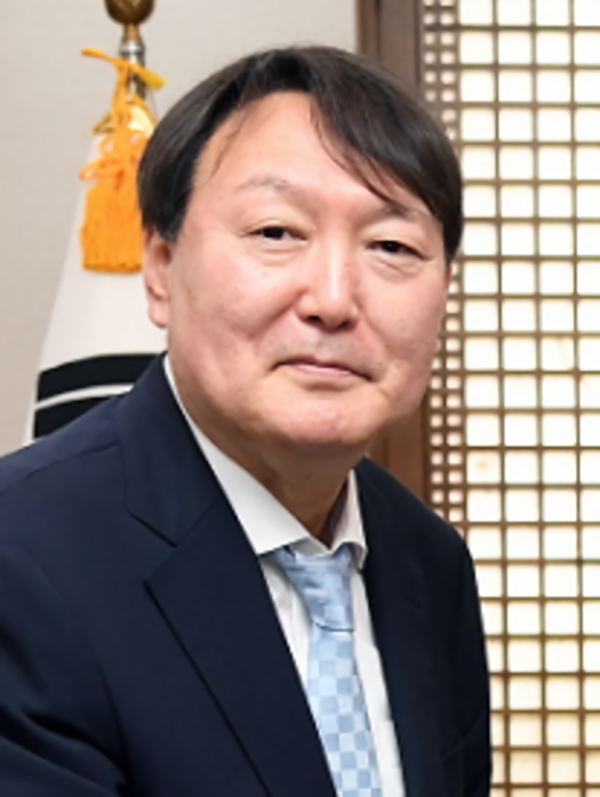
Yoon în calitate de procuror general, în 2019

La 17 iunie 2019, Yoon a fost nominalizat pentru funcția de procuror general, înlocuindu-l pe Moon Moo-il. Nominalizarea sa a fost salutată de Partidul Democrat aflat la guvernare și de Partidul pentru Democrație și Pace, însă a fost contestată de Partidul Coreei Libere și de Partidul Bareunmirae. Partidul Justiție a rămas neutru. La 16 iulie, Yoon a fost numit oficial în funcția de procuror general și și-a început mandatul nouă zile mai târziu. Președintele Moon i-a cerut să fie imparțial, subliniind că orice formă de corupție trebuie investigată cu strictețe, indiferent de domeniul administrației publice.
În timpul mandatului lui Yoon, Parchetul General a lansat anchete împotriva ministrului justiției Cho Kuk, implicat în diverse scandaluri. Decizia sa de a-l ancheta pe Cho a fost bine primită de opoziția conservatoare, dar a fost condamnată de Partidul Democrat și de susținătorii acestuia.
După ce Choo Mi-ae a fost numită noua ministră a justiției, ea a luat măsuri împotriva mai multor procurori apropiați de Yoon. Choo și-a motivat decizia prin faptul că Yoon nu a prezentat un plan de reorganizare pentru departamentul său, așa cum i se solicitase, însă această acțiune a fost percepută ca o represalii din partea Casei Albastre pentru urmărirea penală a lui Cho Kuk.
În aprilie 2020, parlamentarii Partidului Democrat l-au atacat din nou pe Yoon și i-au cerut demisia, după ce procuratura a început anchete privind încălcări ale legii electorale ce implicau atât politicieni ai partidului de guvernământ, cât și ai opoziției, precum și suspiciuni de fraudare a alegerilor pentru primăria orașului Ulsan din 2018, în favoarea primarului Song Cheol-ho, de către înalți consilieri de la Casa Albastră.
Politicienii din opoziție l-au acuzat și ei pe Yoon că a refuzat să percheziționeze Biserica lui Isus Shincheonji, acuzată că a contribuit la răspândirea COVID-19 în Coreea de Sud, după ce acesta ar fi primit sfaturi de la un șaman.

#### Suspendare și repunere în funcție
La 24 noiembrie 2020, ministra justiției Choo Mi-ae l-a suspendat pe Yoon din funcție, invocând presupuse încălcări de ordin etic, abuz de putere și interferențe în anchetele ce vizau asociați și membri ai familiei sale. Yoon a contestat ordinul de suspendare printr-o cerere de ordonanță președințială, care a fost aprobată de Tribunalul Administrativ din Seul la 1 decembrie, suspendând temporar măsura. La 16 decembrie, Ministerul Justiției a impus o suspendare de două luni asupra lui Yoon, acceptând patru dintre cele șase capete de acuzare majore pentru acțiuni disciplinare. Decizia a fost ulterior aprobată de președintele Moon. Totuși, la 24 decembrie, în urma unei noi cereri depuse la Tribunalul Administrativ din Seul, suspendarea a fost anulată, instanța acceptând argumentul lui Yoon potrivit căruia procesul de suspendare a fost incorect.

## Alegerile prezidențiale din 2022
Yoon a fost considerat un posibil candidat la alegerile prezidențiale din 2022 încă din urma controverselor legate de Cho Kuk, apărând ca un candidat important în sondajele de opinie privind alegerile generale cel puțin din ianuarie 2020. Într-un sondaj realizat în ianuarie 2021, care includea toți potențialii candidați prezidențiali, Yoon s-a clasat pe primul loc, fiind preferat de 30,4% dintre respondenți — mai mult decât sprijinul individual pentru principalii candidați ai Partidului Democrat aflat la guvernare, Lee Jae-myung⁠(d) și Lee Nak-yon⁠(d).
La 4 martie 2021, Yoon și-a înaintat demisia din funcția de procuror general, demisie care a fost acceptată de președintele Moon. La 29 iunie 2021, Yoon și-a anunțat oficial candidatura la alegerile prezidențiale din 2022. La 12 iulie, s-a înregistrat la Comisia Electorală Națională ca și candidat independent.

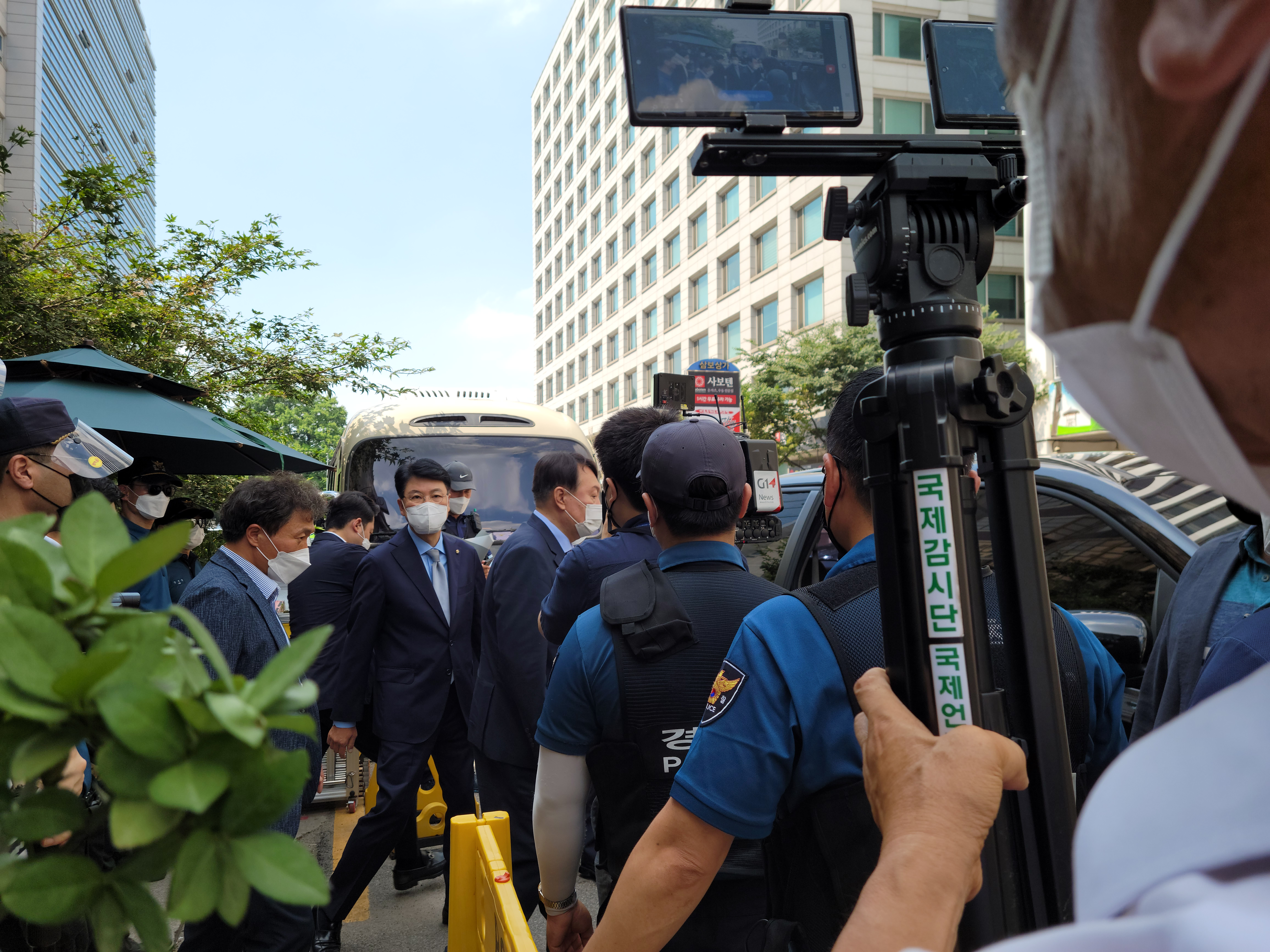
Yoon Suk Yeol părăsind sediul Partidului Puterii Poporului (PPP) la scurt timp după aderarea la partid, la 30 iulie 2021

La 30 iulie 2021, Yoon s-a alăturat oficial Partidului Puterii Poporului (PPP), formațiunea conservatoare aflată în opoziție în Coreea de Sud. Anterior, Yoon fusese independent din punct de vedere politic, deși sprijinul său popular provenea în mare parte din partea conservatorilor. El a fost primit în PPP de Choi Jae-hyung, coleg candidat la alegerile prezidențiale din 2022, într-o scurtă ceremonie publică desfășurată la sediul PPP din Yeouido, Seul. Choi, fost președinte al Consiliului de Audit și Inspecție, se alăturase de asemenea recent partidului, devenind oficial membru la 15 iulie. Ceremonia de primire a lui Yoon în Partidul Puterii Poporului a fost notabilă prin absența recent alesului lider al partidului, Lee Jun-seok, care se afla în afara Seulului la acel moment.
În timpul alegerilor preliminare, Yoon a fost criticat pentru mai multe gafe percepute și declarații controversate. În luna iulie, el a susținut o săptămână de lucru de 120 de ore, criticând politica președintelui Moon privind săptămâna de lucru limitată la maximum 52 de ore. De asemenea, Yoon a pledat pentru dereglementarea standardelor de siguranță alimentară, afirmând că, în opinia sa, „persoanele sărace ar trebui să aibă voie să mănânce alimente sub standard, la prețuri mai mici”, invocând cartea din 1980 a economistului Milton Friedman, Free to Choose: A Personal Statement, drept sursă de inspirație pentru această idee. În august, Yoon a afirmat că mișcarea feministă recentă din Coreea de Sud a fost un factor semnificativ care a contribuit la scăderea ratei natalității în țară. Mai târziu în aceeași săptămână, într-un interviu acordat publicației Busan Ilbo, Yoon a susținut că „practic nu a existat o scurgere de radiații” în urma dezastrului nuclear de la Fukushima Daiichi, deoarece „reactoarele în sine nu s-au prăbușit”.
La 2 septembrie 2021, site-ul de știri Newsverse a relatat că, în perioada în care a ocupat funcția de procuror general, Yoon ar fi ordonat presupus unui procuror senior, Son Jun-sung, și politicianului Kim Woong să depună plângeri penale motivate politic împotriva unor membri ai Partidului Democrat, înaintea alegerilor legislative din 2020, într-o presupusă tentativă de a influența rezultatul acestora. Ca răspuns la acuzații, Procuratura Supremă a lansat o anchetă internă, iar Biroul de Investigare a Corupției în Rândul Oficialilor de Rang Înalt (CIO), recent înființat, a deschis o investigație separată. Yoon a negat acuzațiile și i-a raportat CIO pe denunțătorul Cho Sung-eun și pe directorul Serviciului Național de Informații, Park Jie-won.
La începutul lunii septembrie 2021, sprijinul pentru contracandidatul din alegerile primare ale Partidului Puterii Poporului (PPP), Hong Joon-pyo — fost candidat prezidențial din partea predecesorului PPP, Partidul Coreei Libere, în alegerile din 2017 — a crescut brusc în sondaje, transformându-l în principalul rival al lui Yoon de la începutul campaniei. Un sondaj din 6 septembrie privind toți candidații, indiferent de partid, indica o creștere a sprijinului pentru Hong la 13,6%, față de 4,2% cu o săptămână înainte, în timp ce Yoon se menținea în frunte cu 26,4%.

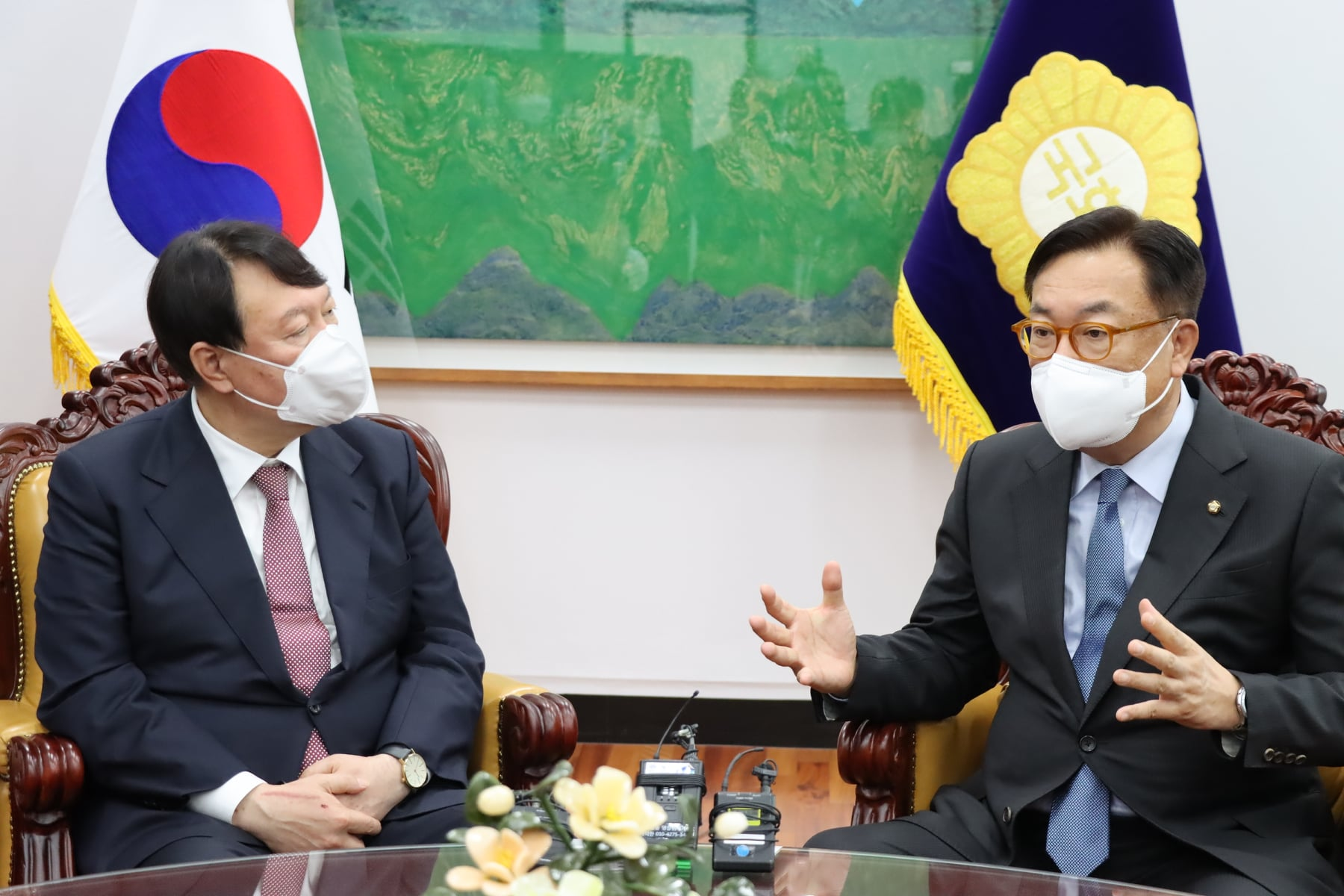
Yoon împreună cu vicepreședintele Adunării Naționale de la acea vreme, Chung Jin-suk, în noiembrie 2021

În timpul dezbaterilor din alegerile primare între candidații prezidențiali ai PPP, Yoon a apărut cu caracterul hanja pentru „rege” scris pe palma stângă, un talisman șamanic pentru noroc. Oponenții săi din primare, inclusiv Hong Joon-pyo și Yoo Seong-min, l-au criticat pe Yoon pentru utilizarea practicilor șamanice și au făcut comparații cu scandalul Choi Soon-sil. Ca răspuns la critici, Yoon a declarat că „un susținător a desenat acel simbol ca un mesaj de încurajare, îndemnându-mă să fiu încrezător, asemenea unui ‘rege’, în timpul dezbaterii” și că uitase să spele semnul.
În octombrie 2021, Yoon a făcut remarci elogioase la adresa fostului dictator militar autoritar al Coreei de Sud, Chun Doo-hwan. Declarațiile au fost făcute în timpul unei întâlniri cu oficiali ai Partidului Puterii Poporului la Busan, unde Yoon a spus că „mulți oameni încă îl consideră pe Chun ca fiind performant în politică, cu excepția loviturii de stat militare și a revoltei din Gwangju”, adăugând ulterior că el crede că chiar și oamenii din Honam⁠(d), zona geografică ce include Gwangju, gândesc la fel. Chun Doo-hwan, o figură larg criticată în Coreea de Sud, a fost responsabil pentru numeroase abuzuri ale drepturilor omului, inclusiv torturarea și uciderea unor civili nevinovați. Yoon și-a cerut scuze pentru aceste remarci. Totuși, mass-media și membri ai Partidului Democrat au speculat că o fotografie postată de el pe Instagram și ulterior ștearsă indica faptul că scuzele nu au fost sincere. Fotografia îl arăta hrănindu-și câinele cu un măr, iar unii au observat că în limba coreeană cuvintele pentru „măr” și „scuză” (în coreeană 사과) sunt omonime; cu toate acestea, Yoon a negat ulterior simbolismul atribuit fotografiei. Yoon și-a reiterat scuzele pentru remarcile sale când a vizitat Cimitirul Național al Revoltei din 18 mai din Gwangju, pe 10 noiembrie, deși vizita sa a fost întâmpinată de protestatari.
La 5 noiembrie 2021, Yoon a câștigat oficial nominalizarea Partidului Puterii Poporului (People Power Party) pentru alegerile prezidențiale din 2022. Victoria a venit după ce Yoon a reușit să contracareze o creștere a sprijinului pentru contracandidatul său, Hong Joon-pyo, în ultimele săptămâni ale alegerilor primare. Nominalizarea a rezultat în urma unei perioade de patru zile de votare desfășurată atât în rândul membrilor de partid, cât și al publicului larg. Yoon Suk Yeol a obținut 47,85% din voturi, adică un total de 347.963 de voturi, iar dintre ceilalți candidați, Hong Joon-pyo a obținut 41,50% din voturi, Yoo Seong-min a obținut 7,47%, iar Won Hee-ryong a obținut 3,17%.
La 7 noiembrie 2021, Yoon a declarat că, dacă va fi ales președinte, îi va grația pe foștii președinți Lee Myung-bak și Park Geun-hye, ambii aflându-se în detenție și executând pedepse lungi de închisoare pentru fapte de corupție (Park Geun-hye a fost ulterior grațiată de președintele Moon Jae-in la 24 decembrie din același an).
Yoon a câștigat la limită alegerile prezidențiale din 2022, care au avut loc la 9 martie 2022. Candidatul Partidului Democrat, Lee Jae-myung, și-a recunoscut înfrângerea în primele ore ale zilei următoare. Yoon a obținut 48,56% din voturi, în timp ce Lee Jae-myung a obținut 47,83%. Victoria lui Yoon în alegerile prezidențiale a fost obținută cu cea mai mică marjă din istoria Coreei de Sud.

## Președinția (2022–2025)

### Politică internă

#### Relocarea biroului prezidențial

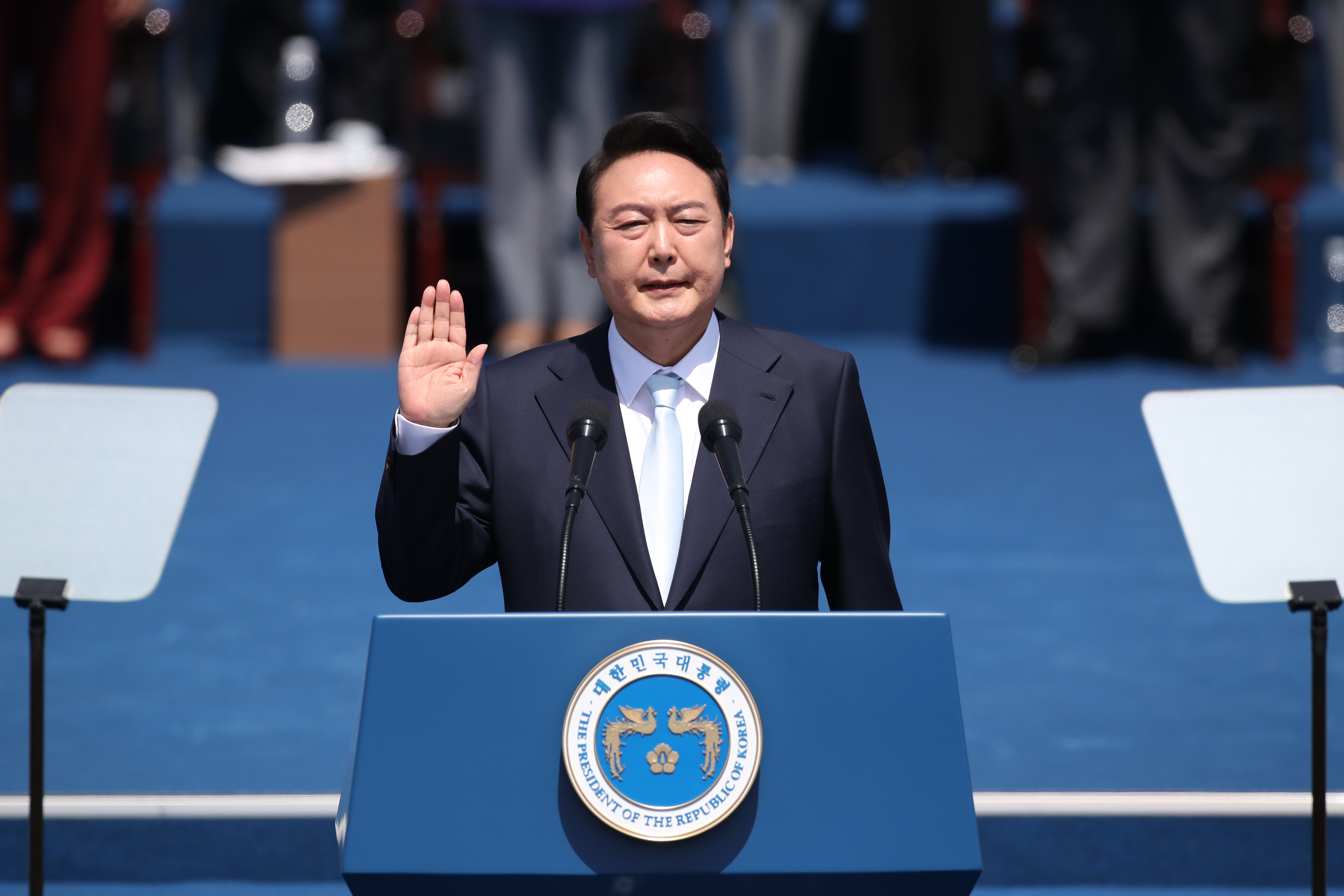
Yoon depune jurământul prezidențial în fața Adunării Naționale, 10 mai 2022.

La 20 martie 2022, Yoon a anunțat că își va stabili biroul prezidențial în clădirea Ministerului Apărării Naționale din districtul Yongsan, Seul, în locul Casei Albastre, care a fost deschisă publicului ca parc pe 10 mai 2022. În acea zi urma să-și preia mandatul. Ziarul The Hankyoreh l-a acuzat pe Yoon că întârzie frecvent la serviciu, trimițând în schimb vehicule-capcană în jurul orei 9:00, ora la care încep activitatea funcționarii guvernamentali.

#### Politică economică
În 2023, Yoon a încercat să ridice numărul maxim de ore de muncă săptămânale în Coreea de Sud de la 52 la 69. Totuși, reacțiile puternice din partea opiniei publice, în special din rândul tinerilor, l-au determinat să le ceară agențiilor guvernamentale să reanalizeze planul.
Salariul minim pentru anul 2025 a fost stabilit la 10.030 woni pe oră. Unii reprezentanți ai sindicatelor au părăsit sala în semn de protest, susținând că rata de creștere este prea mică, însă majoritatea reprezentanților patronatelor și ai interesului public au votat pentru adoptarea salariului minim de 10.030 woni.

#### Politică energetică
Ca răspuns la îngrijorările publice larg răspândite după accidentul nuclear de la Fukushima din Japonia, președintele Moon Jae-in a decis eliminarea treptată a energiei nucleare în Coreea de Sud. Totuși, această politică a fost inversată în 2023 de președintele Yoon Suk Yeol, care a reluat construcția de reactoare nucleare și a extins ponderea energiei nucleare până la 34,6% din producția de electricitate a Coreei de Sud până în 2036. Yoon s-a angajat să sporească utilizarea energiei nucleare și să reducă emisiile de carbon cu 40% față de nivelurile din 2018 până în 2030.
La 17 iulie 2024, compania Korea Hydro & Nuclear Power a câștigat licitația pentru construcția a două noi unități la Centrala Nucleară Dukovany din Republica Cehă. Yoon a declarat: „Vom folosi proiectul nuclear din Cehia ca o rampă de lansare pentru a extinde și mai mult oportunitățile de export pentru industria noastră nucleară”.

#### Politica privind egalitatea de gen
În urma unei reacții anti-feministe în 2022, Yoon a adoptat o poziție opusă feminismului pentru a atrage sprijinul tinerilor bărbați. De asemenea, Yoon a afirmat că sexismul structural nu mai există în Coreea de Sud. A intrat în funcție cu promisiunea de a desființa Ministerul Egalității de Gen și Familiei. În 2022, conflictele politice legate de problemele de gen au fost intense în Coreea de Sud. Yoon a anunțat că noul guvern nu va trata genul ca o problemă colectivă, ci se va concentra pe abordarea unor probleme individuale specifice.
În mai 2022, doar trei femei făceau parte din Consiliul de Stat al guvernului condus de Yoon Suk Yeol, iar doar două femei ocupau funcții la nivel de viceministru. Această situație a fost criticată drept o lipsă de reprezentare a femeilor în guvern. Ca răspuns la aceste critici, Yoon le-a numit pe Park Soon-ae în funcția de ministru al educației și pe Kim Seung-hee în funcția de ministru al sănătății și protecției sociale, crescând astfel ponderea femeilor în cabinet la 30%. Totuși, Park Soon-ae a demisionat la 5 august, după doar 34 de zile în funcție, iar rata de aprobare a lui Yoon a scăzut de la 30% la 24%, în principal din cauza reacțiilor negative ale publicului față de planurile ei de reformă a sistemului școlar.

#### Propunerea privind biroul de control al poliției din 2022
La sfârșitul lunii iulie 2022, Yoon a propus crearea unui „birou al poliției” pentru a asigura un control guvernamental mai strict asupra forțelor de poliție. În replică, mai mulți ofițeri de poliție au protestat, susținând că măsura era una de natură dictatorială, compromițând neutralitatea politică a poliției.
Ca răspuns la proteste, ministrul de interne al lui Yoon, Lee Sang-min, a comparat manifestațiile cu lovitura de stat din 12 decembrie 1979, deși ulterior și-a retras declarațiile. Yoon însuși a criticat protestele, afirmând: „Ca mulți alții, sunt profund îngrijorat de protestul colectiv al șefilor de poliție” și a calificat acțiunea drept „o încălcare gravă” a disciplinei din cadrul poliției.
După proteste, biroul prezidențial a amenințat cu sancțiuni împotriva ofițerilor de poliție. Declarații suplimentare ale lui Yoon Hee-keun, ales de președintele Yoon ca șef al Agenției Naționale a Poliției, au inflamat și mai mult tensiunile, acesta sugerând că poliția ar trebui să se concentreze pe salarii, nu pe înființarea biroului poliției.

#### Busculada mortală din Seul din 2022
La 29 octombrie 2022, cel puțin 158 de persoane au murit asfixiate într-o busculadă produsă într-o alee aglomerată în timpul festivităților de Halloween din cartierul Itaewon, Seul. Yoon a declarat stare oficială de doliu național.

#### Criza medicală
La 6 februarie 2024, Yoon a anunțat că numărul de locuri pentru studenții la medicină va fi majorat de la 3.058 la 5.058 pe an începând cu anul universitar 2025. Cifra fusese stabilită ultima dată în 2006. Anunțul a fost întâmpinat cu opoziție din partea comunității medicale, Asociația Medicală din Coreea și Asociația Rezidenților și Internilor organizând greve și demisii ale medicilor rezidenți și interni începând cu 20 februarie 2024. Aceștia au susținut că majorarea numărului de locuri nu va rezolva problema deficitului de personal în zonele rurale, ci va accentua inegalitățile în furnizarea îngrijirilor medicale între zonele rurale și urbane.
Yoon a susținut un discurs național de o oră pentru a reafirma decizia de majorare a locurilor și a face apel la opinia publică. Guvernul a catalogat criticile colective și acțiunile civice ale studenților la medicină, rezidenților și medicilor drept „acțiuni colective ilegale ale doctorilor” și a declarat o criză națională a sistemului sanitar la cel mai înalt nivel de risc. A fost înființat Centrul pentru Contramăsuri în Situații de Dezastru și Siguranță pentru Acțiunile Colective ale Doctorilor, coordonat de prim-ministru. Sediul de răspuns de urgență a susținut informări publice zilnice. Publicitatea guvernamentală pro-Yoon a prezentat angajamentul președintelui, incluzând spoturi promoționale difuzate în cinematografe, pe autobuzele și metrourile publice, iar ecranele din lifturile blocurilor de locuințe criticau „ping-pongul din camerele de urgență” și „curse de deschidere la clinicile pediatrice”. Medicii și comunitatea medicală au fost portretizați ca un cartel cu interese proprii, caracterizare consolidată de președinte într-un discurs național.

#### Alegerile parlamentare din 2024
Victoria zdrobitoare a opoziției în alegerile parlamentare din 2024 a slăbit și mai mult poziția lui Yoon. Partidul Puterii Poporului (PPP) a obținut 108 locuri, reprezentând 36% din Adunarea Națională, în timp ce principalul partid de opoziție, Partidul Democrat din Coreea (DPK), a câștigat în total 175 de locuri. Celelalte 17 locuri sunt deținute de alți membri ai celei de-a 22-a legislaturi.
Unii comentatori l-au caracterizat pe Yoon ca fiind un „președinte șchiop” („lame duck”) în urma înfrângerii majore. Este primul președinte care se confruntă cu o adunare legislativă ostilă pe întreaga durată a mandatului său, în special cu o opoziție în creștere față de prima parte a președinției. Președintele Comitetului de Urgență al PPP, Han Dong-hoon, și-a prezentat demisia după înfrângere; mai mulți membri importanți ai guvernului și-au înaintat, de asemenea, demisiile, inclusiv prim-ministrul lui Yoon, Han Duck-soo.
Yoon a boicotat deschiderea sesiunii inaugurale a noii Adunări Naționale din 2 septembrie, devenind primul lider sud-coreean care nu participă la ceremonie de la restaurarea democrației în 1988. Biroul prezidențial a justificat absența prin faptul că legislativul „emite excesiv cereri de investigații prin procurori speciali și de punere sub acuzare”.

### Politica externă
În decembrie 2022, administrația Yoon a anunțat Strategia Indo-Pacifică, o strategie cuprinzătoare care vizează atât sfera economică, cât și cea de securitate a țărilor din regiunea Indo-Pacificului: „Noi (Coreea de Sud) vom lucra pentru o ordine regională care să permită cooperarea și acțiunea comună a unor seturi diferite de țări”. Pe 25 iulie 2023, Yoon a vizitat Ucraina, după ce a participat la summitul NATO din Lituania și a efectuat o vizită în Polonia. În Ucraina, a vizitat localitățile Bucea și Irpin, aflate în apropierea capitalei Kiev.
Yoon a organizat pentru prima dată summitul Coreea de Sud–Insulele Pacificului în 2023, precum și summitul Coreea de Sud–Africa în 2024, și a promovat de asemenea summitul Coreea–Asia Centrală.
În plus, Yoon a vizitat Statele Unite și a luat în considerare trimiterea de arme în Ucraina, în urma invaziei Rusiei.
În octombrie 2023, Yoon a condamnat atacul asupra Israelului condus de Hamas. El a urmărit consolidarea relațiilor cu Arabia Saudită și a susținut participarea companiilor sud-coreene la proiectul orașului inteligent Neom⁠(d) din Arabia Saudită. În februarie 2024, Coreea de Sud și Arabia Saudită au semnat un memorandum de înțelegere pentru extinderea cooperării în domeniul apărării.
În decembrie 2023, pe parcursul mandatului său de până atunci, Yoon a efectuat vizite în douăzeci și șase de țări. El s-a întâlnit cu alți lideri, inclusiv în cadrul Summitului NATO de la Madrid 2022, Summitului APEC, G20 și G7.
Yoon a participat ulterior la summitul NATO din Lituania în anul următor. De asemenea, a fost prezent la Adunarea Generală a Națiunilor Unite și la a șaptea conferință de reconstituire a fondurilor Global Fund din New York; în plus, s-a întâlnit cu președintele american Joe Biden.

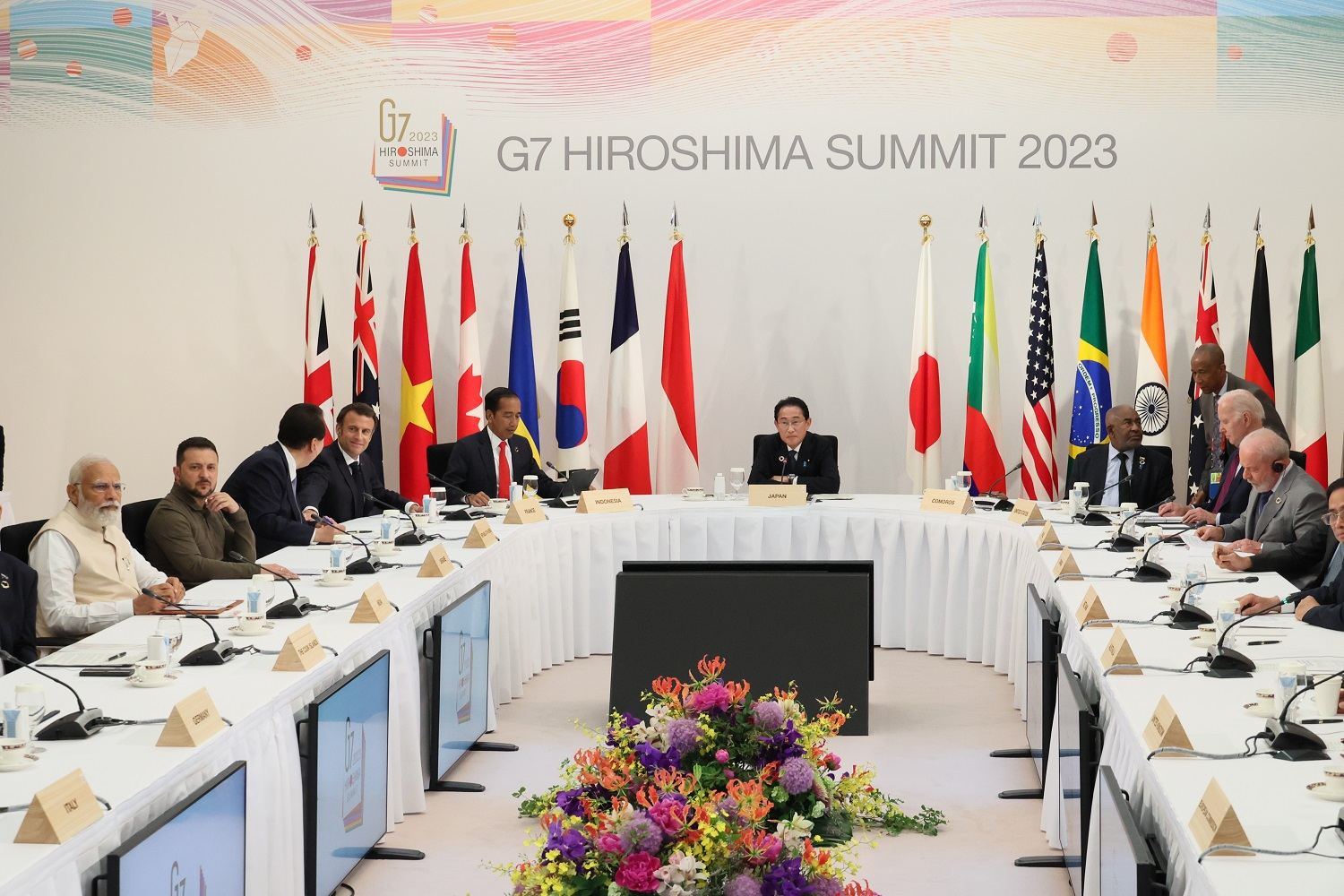
Președintele Yoon a participat la summitul G7 în mai 2023.

#### G7
Deși Coreea de Sud nu este membră a G7, ea este luată în considerare ca posibil viitor membru în cazul unei extinderi a grupului; de asemenea, a promovat inițiativa G7 Plus. La summitul G7 din mai 2023, Yoon s-a întâlnit cu liderii țărilor membre ale Quad și a făcut apel la abordarea provocărilor regionale, precum și la furnizarea de asistență pentru infrastructură și dezvoltare. În discursul său adresat membrilor G7, Yoon a subliniat angajamentul continuu al Coreei de Sud față de menținerea ordinii internaționale bazate pe reguli și necesitatea protejării libertății și păcii Ucrainei.

#### Statele Unite
În timpul vizitei în Coreea de Sud a președintei Camerei Reprezentanților din SUA, Nancy Pelosi, pe 4 august 2022, care a făcut parte dintr-un turneu mai amplu în Asia, Yoon a refuzat o întâlnire cu aceasta, motivând că dorea să își petreacă vacanța.
În aprilie 2023, Yoon și Prima Doamnă Kim Keon-hee au fost invitați în Statele Unite de politicienii Kevin McCarthy și Chuck Schumer⁠(d). Pe 25 aprilie, Yoon și Kim au sosit la Washington D.C. pentru a marca 70 de ani de alianță între Republica Coreea și Statele Unite. Într-un discurs adresat Congresului american pe 27 aprilie, Yoon a declarat: „știm că, indiferent unde stați, sunteți alături de Coreea”, adăugând că relația dintre Coreea de Sud și Statele Unite este „mai puternică ca niciodată”.
Potrivit unui articol publicat de Yonhap pe 7 noiembrie 2024, Yoon a avut o convorbire telefonică de 12 minute cu cel de-al 45-lea președinte și președinte ales cu numărul 47 al Statelor Unite, Donald Trump, în cadrul căreia au discutat despre cooperarea trilaterală cu SUA și Japonia, precum și despre situația Coreei de Nord în legătură cu Ucraina.
În ciuda declarației președintelui ales al SUA, Donald Trump, că va pune capăt războiului din Ucraina, un analist a susținut că președintele Yoon face o greșeală lăsând deschisă posibilitatea furnizării de arme de apărare Ucrainei. Unii au opinat că, dacă Statele Unite vor înceta complet sprijinul acordat Ucrainei, Coreea de Sud ar putea rămâne singură în războiul din Ucraina, având Rusia drept inamic. În plus, s-a afirmat că, în cazul în care Donald Trump va încerca să îmbunătățească relațiile cu Coreea de Nord, poziția guvernului sud-coreean ar putea deveni extrem de limitată, într-un context în care relațiile inter-coreene s-au deteriorat până la punctul în care Coreea de Nord a declarat două țări drept ostile.

#### Japonia
Yoon a fost acuzat de o atitudine pro-japoneză în privința problemelor istorice și a colonialismului de către liberali și unii politicieni conservatori din Coreea de Sud. În special, unii au criticat relația strânsă a guvernului Yoon cu mișcarea „Noua Dreaptă”, considerată „de extremă dreaptă” și favorabilă Japoniei.
Guvernul lui Yoon nu a solicitat despăgubiri directe sau scuze din partea guvernului și a companiilor japoneze pentru victimele muncii forțate, o crimă de război comisă de guvernul Imperiului Japonez și companiile japoneze în timpul celui de-Al Doilea Război Mondial. În schimb, guvernul lui Yoon și-a exprimat poziția de a primi donații voluntare din partea companiilor sud-coreene printr-o fundație terță, ca soluție la hotărârea Curții Supreme din Coreea de Sud din 2018, care cerea despăgubiri din partea guvernului și companiilor japoneze pentru crimele de război comise împotriva victimelor recrutate forțat de Imperiul Japonez în timpul celui de-Al Doilea Război Mondial. Partidul Democrat (DPK) a criticat această abordare, afirmând că „calcă în picioare victimele și reprezintă interesele companiilor japoneze”. Partidul Justiției (JP) s-a alăturat DPK în „declarațiile privind starea națiunii” (în coreeană 시국선언) pentru a critica guvernul lui Yoon. În martie 2023, 11 dintre cele 15 victime supraviețuitoare s-au opus soluției propuse de guvernul Yoon și au cerut despăgubiri directe din partea guvernului și companiilor japoneze.
Declarațiile lui Yoon din cadrul unui eveniment comemorativ legat de Samiljeol, la 1 martie 2023, au stârnit o mare controversă în Coreea de Sud. Samiljeol este o sărbătoare națională ce celebrează spiritul de rezistență al coreenilor pentru recâștigarea identității în fața Japoniei coloniale. Yoon a afirmat: „Coreea și-a pierdut suveranitatea națională și a suferit pentru că nu a fost pregătită corespunzător pentru schimbările istorice din lume la acea vreme, și ar trebui să reflectăm asupra acestui trecut.” Declarația a fost criticată de partidele de opoziție din Coreea de Sud ca fiind „Chinil” (în coreeană 친일 – pro-japoneză), având o „perspectivă istorică colonialistă” (în coreeană 식민사관), și drept o „diplomație extrem de supusă față de Japonia” (în coreeană 친일 굴종외교); Yoon a fost comparat cu Lee Wan-yong. Partidul Democrat (DPK) și Partidul Justiției (JP) au criticat de asemenea dur afirmațiile sale.
Pe 16 martie 2023, prim-ministrul Fumio Kishida a organizat un summit cu Yoon la Tokyo pentru a soluționa disputele legate de munca forțată din timpul războiului, precum și alte probleme. Yoon s-a întâlnit, de asemenea, cu liderul Partidului Democrat Constituțional din Japonia (CDP), Kenta Izumi⁠(d), care a discutat cu Yoon mai multe dispute bilaterale dintre cele două țări, inclusiv problema Statuii Păcii, despre care Izumi i-a cerut lui Yoon să fie îndepărtată.
Pe 7 mai 2023, Kishida a efectuat o vizită la Seul într-o deplasare istorică menită să aprofundeze relațiile bilaterale. Yoon a subliniat că problemele istorice trebuie „rezolvate complet”. Kishida și-a exprimat, de asemenea, compasiunea față de victimele coreene ale Japoniei coloniale. Totuși, Kishida a fost criticat de numeroase instituții media sud-coreene pentru că nu și-a „cerut scuze” față de victimele muncii forțate din timpul celui de-Al Doilea Război Mondial și pentru că nu a menționat responsabilitatea Japoniei în legătură cu crimele de război. Anumiți politicieni sud-coreeni și-au exprimat, de asemenea, profunda nemulțumire față de lipsa de scuze din partea lui Kishida.
Yoon și Kishida s-au întâlnit cu Biden pe 18 august 2023 la Camp David, în Statele Unite. Cei trei lideri au anunțat Principiile de la Camp David, un set de strategii menite să contracareze influența Chinei, Coreei de Nord și Rusiei, precum și să limiteze riscul perturbărilor economice viitoare.
Unele surse au criticat compromisul dintre guvernul japonez condus de Partidul Liberal Democrat (LDP) și guvernul lui Yoon privind înscrierea minei Sado pe lista de Locuri din Patrimoniul Mondial UNESCO, considerând că acesta a distorsionat istoria prin eliminarea referințelor directe la „munca forțată” a coreenilor.

#### Ucraina

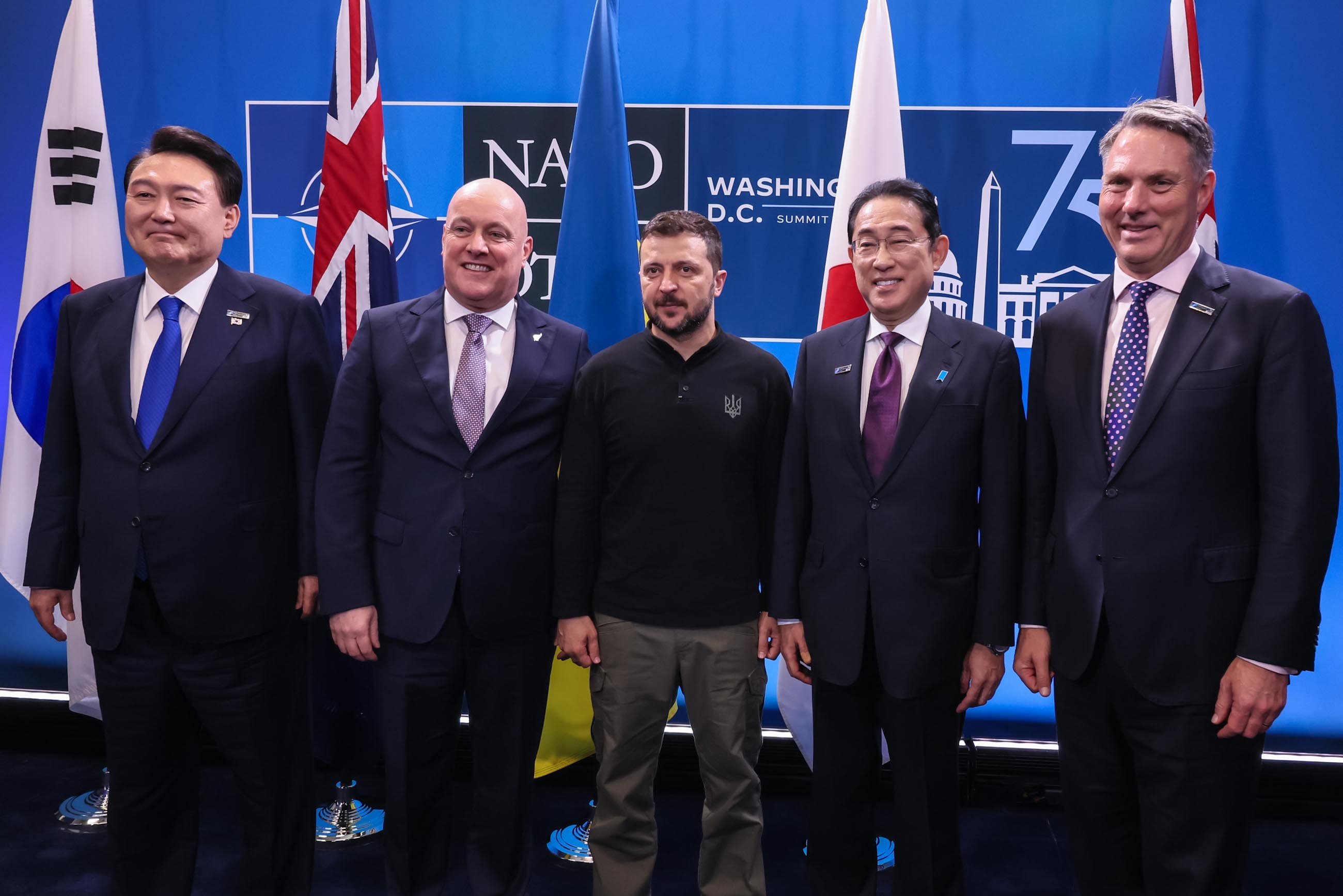
Yoon și președintele ucrainean Volodîmîr Zelenski la Summitul NATO din 2024 de la Washington, D.C., 11 iulie 2024

Într-un interviu acordat agenției Reuters la 19 aprilie 2023, Yoon a sugerat posibilitatea furnizării de ajutor letal Ucrainei, declarând că „dacă va exista o situație pe care comunitatea internațională nu o poate tolera, cum ar fi un atac de amploare asupra civililor, un masacru sau o încălcare gravă a legilor războiului, atunci ne-ar fi greu să insistăm doar pe sprijin umanitar sau financiar.” Anterior, Coreea de Sud oferise doar ajutor umanitar și economic Ucrainei. Yoon a făcut o paralelă între lupta Ucrainei și Războiul din Coreea, când comunitatea internațională a sprijinit Coreea de Sud. El a adăugat: „Cred că nu vor exista limite în ceea ce privește amploarea sprijinului pentru a apăra și restaura o țară invadată ilegal, atât din punct de vedere al dreptului internațional, cât și al celui intern. Cu toate acestea, ținând cont de relațiile noastre cu părțile implicate în război și de evoluțiile de pe câmpul de luptă, vom lua cele mai adecvate măsuri.”
Ca răspuns, fostul președinte rus Dmitri Medvedev a sugerat că Rusia ar putea furniza Coreei de Nord arme pe baza unui acord „quid pro quo”. Partidul Democrat (DPK), Partidul Justiției (JP), și Partidul Progresist, alături de alte partide liberale și progresiste, s-au opus politicii administrației Yoon față de Ucraina, temându-se că diplomația pro-Ucraina ar putea determina Rusia să sprijine înarmarea Coreei de Nord și să sancționeze economic companiile sud-coreene.
În iulie 2023, Yoon a vizitat Ucraina după ce a participat la summitul NATO din Lituania și a vizitat Polonia. În mod specific, el a mers în localitățile Bucea și Irpin, simboluri ale atrocităților comise în timpul invaziei ruse. În august 2023, Yoon a anunțat că Coreea de Sud va oferi Ucrainei un ajutor financiar de 394 milioane de dolari pentru anul 2024, ceea ce reprezintă o creștere de opt ori față de nivelul din 2023.
La 7 noiembrie 2024, Yoon a sugerat că Coreea de Sud ar putea furniza arme Ucrainei. Totuși, opinia publică sud-coreeană s-a opus în mod larg livrării directe de arme către Ucraina.

#### Africa
În discursul său de bun venit rostit cu ocazia „Africa Night” desfășurată la Seul în noiembrie 2022, președintele Yoon a declarat că „Africa este un tărâm al noilor oportunități”, indicându-și astfel intenția de a consolida cooperarea cu Africa. La eveniment au participat ambasadori africani și delegați din 31 de țări, precum și președintele William Ruto al Keniei.
Yoon a avut, de asemenea, întâlniri cu liderii Republicii Centrafricane, Nigeriei, Gabonului și Keniei în 2022. Pentru a accelera demersurile privind un acord de liber schimb între Coreea de Sud și Africa (South Korea-Africa FTA), Yoon a declarat că va invita liderii africani la un summit special în Coreea de Sud în 2024. „Forumul ministerial existent Coreea-Africa va fi ridicat la nivel de șefi de stat”, a adăugat acesta.

#### Coreea de Nord
În noiembrie 2023, guvernul lui Yoon a suspendat participarea Coreei de Sud la Acordul militar intercoreean – un pact menit să reducă tensiunile dintre Coreea de Sud și Coreea de Nord – după ce Coreea de Nord a lansat un satelit în spațiu.
De la inaugurarea lui Yoon în 2022, administrația sa a continuat să adopte o retorică fermă și politici dure față de Coreea de Nord. În consecință, există critici atât la adresa regimului din Coreea de Sud, cât și a celui din Coreea de Nord, potrivit cărora Peninsula Coreeană se confruntă cu cea mai gravă criză de la Războiul din Coreea încoace.

### Controverse

#### Procesul împotriva MBC
Partidul Puterii Poporului (PPP) a intentat un proces împotriva a patru directori executivi ai postului de televiziune Munhwa Broadcasting Corporation (MBC), inclusiv directorului MBC TV Park Sung-je, pentru defăimare, după ce unele instituții media au relatat inițial că președintele Yoon ar fi insultat Congresul Statelor Unite. Pe 21 septembrie 2022, după o conversație cu președintele american Joe Biden în afara celei de-a șaptea reuniuni a Fondului Global de la New York, Yoon a fost filmat spunând colaboratorilor și diplomaților sud-coreeni: „Nu și-ar pierde [n.red.: neclar] fața dacă acești saekki (expresie vulgară) nu o votează în legislativ”? Deși înregistrarea audio este greu de descifrat, MBC – care a difuzat prima știrea – a inserat în subtitrări numele „Biden”, sugerând că Yoon se referea la eforturile acestuia de a majora contribuția SUA la Fondul Global cu 6 miliarde de dolari, acțiune ce ar necesita aprobarea Congresului american. Biroul lui Yoon a negat că acesta s-ar fi referit la Biden sau la Congresul SUA, afirmând în schimb că președintele și-a exprimat îngrijorarea că parlamentul sud-coreean, controlat de opoziție, i-ar putea respinge planul de a contribui cu 100 milioane de dolari la același fond. Secretara sa de presă, Kim Eun-hye, a sugerat că Yoon ar fi rostit de fapt cuvântul „nallimyeon”, care înseamnă „să risipești”, și care sună similar cu „Biden”. Clipul video a devenit rapid viral, fiind vizionat de milioane de ori. Controversa a readus în atenția publică libertatea presei din Coreea de Sud, în contextul acțiunilor PPP împotriva MBC, unele organizații pentru libertatea presei, precum Federația Internațională a Jurnaliștilor, criticând procesul drept motivat politic. Un sondaj realizat pe un eșantion de 1.002 adulți sud-coreeni a arătat că rata de aprobare a lui Yoon a scăzut la 27,7%, cu 3,7 puncte procentuale mai puțin față de trei săptămâni anterior, iar majoritatea respondenților (61,2%) considerau că Yoon a spus „Biden”, comparativ cu 26,9% care au crezut că a spus „nallimyeon”. Un alt sondaj (1.000 de respondenți) a arătat că 70,8% dintre sud-coreeni considerau că președintele ar trebui să-și ceară scuze pentru limbajul vulgar, în timp ce 27,9% considerau că nu era necesar. Ministerul sud-coreean de Externe a intentat, de asemenea, un proces împotriva MBC „pentru a restabili încrederea în diplomație”, acțiune comparată de unii comentatori cu suprimarea presei în timpul guvernului Lee Myung-bak.

#### Reducerea bugetului pentru cercetare și dezvoltare (R&D)
Decizia administrației Yoon de a reduce cu 15% bugetul Coreei de Sud pentru cercetare și dezvoltare (R&D) pentru anul 2024 comparativ cu anul precedent a provocat un val de nemulțumire în rândul cercetătorilor. Aceștia și-au exprimat îngrijorarea că această reducere ar putea submina competitivitatea Coreei de Sud în sectorul tehnologic la nivel global. Criticii au avertizat că diminuarea sprijinului financiar pentru inovație și dezvoltare științifică ar putea afecta pe termen lung capacitatea țării de a rămâne lider în domenii precum inteligența artificială, semiconductori și energie regenerabilă.
Măsura a întâmpinat o opoziție puternică, evidențiată de un incident petrecut la Institutul Avansat de Știință și Tehnologie din Coreea (KAIST). Un student a protestat față de reducerea bugetului în timpul unei ceremonii de absolvire, în timp ce Yoon ținea un discurs, însă a fost imediat imobilizat de bodyguarzi deghizați în studenți.

#### Decese ale soldaților
Yoon a fost acuzat că a protejat oficiali militari de rang înalt în legătură cu moartea unui pușcaș marin sud-coreean în 2023 și a altor doi soldați în 2024, prin blocarea unor proiecte de lege care vizau investigarea cazurilor. Exercitarea dreptului său de veto – unul dintre cele mai frecvente din istoria președinților sud-coreeni – a dus la intensificarea confruntărilor cu opoziția din parlament.

#### Acuzații de favorizare a mișcării New Right
Yoon a numit persoane afiliate controversatei mișcări sud-coreene New Right în funcții importante din guvern și din viața publică. Potrivit unui raport publicat de Kyunghyang Shinmun, cel puțin 21 de reprezentanți ai mișcării New Right ocupau 25 de poziții-cheie în opt instituții publice și comisii legate de istoria Coreei în timpul administrației Yoon.
Mișcarea New Right are, potrivit relatărilor, o viziune mai favorabilă asupra perioadei de ocupație japoneză din 1910–1945. În 2024, administrația Yoon a numit persoane descrise ca membri ai mișcării New Right în funcțiile de director și președinte al Independence Hall of Korea (Sala Independenței Coreei), o instituție care comemorează eliberarea Coreei de sub dominația colonială japoneză. Asociația pentru Eliberarea Coreei (Korea Liberation Association), o organizație dedicată comemorării independenței coreene, a protestat împotriva acestor numiri. În noiembrie 2024, un eveniment organizat de Korea Liberation Association urma să aibă loc la Cimitirul Național din Seul, însă Ministerul Veteranilor și Patrioților a blocat desfășurarea acestuia. Criticii au susținut că administrația Yoon a recurs la represalii împotriva asociației pentru că aceasta a criticat înclinațiile pro-New Right ale administrației.

#### Scandal politic implicând Prima Doamnă
Yoon a respins prin veto un proiect de lege privind numirea unui procuror special pentru investigarea acuzațiilor de corupție care îl vizau pe el și pe soția sa, Kim Keon-hee. Această decizie a atras critici.

#### Funeraliile Reginei Elisabeta a II-a
Aflat la Londra pentru funeraliile Reginei Elisabeta a II-a, Yoon a fost acuzat de lipsă de respect de către oponenții săi, după ce a ratat ocazia de a-i aduce omagiu sicriului suveranei, aflat în repaus public. Yoon a pus absența pe seama traficului.

#### Regres democratic și suprimarea presei
În 2024, Institutul V-Dem din Suedia a raportat că, sub administrația lui Yoon, Coreea de Sud a înregistrat un declin în indicele democrației liberale (Liberal Democracy Index – LDI). Institutul l-a descris pe Yoon drept „Donald Trump al Coreei de Sud”. Mai exact, au scris:
„Alegerile din 2021 au adus la putere pe Yoon Suk-yeol, un politician de dreapta și conservator. Istoricul său profesional recent evidenția deja abuzuri de putere. Schimbarea președintelui a pus Coreea de Sud pe o pantă descendentă. Măsurile coercitive ale președintelui Yoon Suk-yeol de a pedepsi membri ai fostei administrații Moon, alături de atacurile asupra egalității de gen, au determinat o scădere a nivelului LDI al Coreei de Sud, formând o curbă în formă de clopot. Deși Coreea de Sud rămâne o democrație liberală la sfârșitul anului 2023, eforturile lui Moon au fost practic neutralizate.”
Clasamentul Coreei de Sud în Indicele libertății presei realizat de Reporteri fără frontiere a scăzut de pe locul 47 pe locul 62 între 2023 și mai 2024. Această scădere a fost atribuită, potrivit relatărilor, utilizării excesive de sancțiuni de către administrația Yoon împotriva instituțiilor de presă și jurnaliștilor critici la adresa guvernului, cum ar fi postul MBC. Într-un caz particular, un incident surprins de microfoane deschise și relatat de un jurnalist de la MBC a dus la o percheziție a locuinței acestuia de către poliție, precum și la interzicerea accesului postului MBC la președintele Yoon, ca represalii. Alte percheziții similare în locuințele unor jurnaliști au fost efectuate, fiind justificate prin acuzații de calomnie penală la adresa lui Yoon. Instituțiile de presă aliniate cu Yoon ar fi primit, potrivit surselor, tratament preferențial.
Un reportaj realizat de MBC a susținut că Yoon influența investigațiile desfășurate de poliție. Criticii au afirmat că poliția, sub conducerea lui Yoon, acționa rapid în investigarea sindicatelor și a presei, dar era reticentă în cazul investigațiilor care îl vizau pe Yoon. De exemplu, un ordin emis de Adunarea Națională în legătură cu Prima Doamnă, Kim Keon-hee, a fost ulterior blocat de poliție. În noiembrie 2024, criticii au susținut că poliția, la ordinul administrației Yoon, era folosită pentru a reprima protestele antiguvernamentale. Potrivit MBC, poliția a cerut fără succes emiterea a patru mandate de arestare pentru protestatari. Unii au argumentat că aceste acțiuni contravin unei hotărâri din 2021 a Curții Supreme a Coreei.
Frecvența cu care oficialii guvernamentali nu participă la ședințele Adunării Naționale a crescut sub administrația Yoon. Într-o perioadă de un an și patru luni, din mai 2022 până în august 2023, au fost înregistrate 29 de absențe ale conducătorilor de ministere, vice-miniștri și șefi ai organizațiilor afiliate. Președintele Yoon a fost puternic criticat pentru utilizarea excesivă a dreptului de veto asupra proiectelor de lege.
În noiembrie 2024, peste 3.000 de profesori și cercetători din diverse universități au semnat o declarație prin care i-au cerut lui Yoon să demisioneze. Un intervievator a speculat că această declarație a fost cea mai amplă acțiune de acest tip din partea mediului academic de la protestele din timpul administrației Park Geun-hye. Pe 28 noiembrie, 1.466 de preoți catolici sud-coreeni au cerut demiterea lui Yoon. Ei au emis o declarație intitulată „Cum poate o persoană să fie așa” (în coreeană 어째서 사람이 이 모양인가).

### Legea marțială din 2024
Pe 3 decembrie 2024, Yoon a declarat legea marțială și a promis că va „reconstrui o Coree democratică și liberă”, acuzând alți politicieni sud-coreeni că ar fi „comuniști”. În acest context, Yoon ar fi ordonat trimiterea de drone în Coreea de Nord pentru a provoca un conflict armat între cele două țări, fără știrea Ministerului Apărării Naționale sau a Statului Major Întrunit. Decretul a fost declarat invalid de Adunarea Națională printr-un vot unanim de 190–0; cu toate acestea, conducerea militară a afirmat că legea marțială va rămâne în vigoare până când președintele o va revoca oficial. La câteva ore după votul Adunării Naționale, Yoon a cedat și a retras decretul, în urma unei reuniuni a cabinetului său.
Pe 7 decembrie 2024, Yoon a emis scuze într-un discurs televizat, în urma criticilor ample legate de declararea legii marțiale. El și-a exprimat regretul pentru decizie și a asigurat populația că astfel de acțiuni nu se vor repeta. Incidentul a provocat tulburări politice, iar liderii opoziției, alături de unii membri ai partidului de guvernământ, au cerut demisia sa.
Investigațiile ulterioare au relevat că președintele Yoon a ordonat comandantului Kwak și comandantului Apărării Capitalei, Lee Jin-woo, să forțeze ușile sălii plenare pentru a scoate parlamentarii afară între orele 00:40 și 00:50, însă era prea târziu, deoarece parlamentarii începuseră deja sesiunea pentru a pune capăt legii marțiale. În actul de inculpare al lui Kim Yong-hyun din 27 decembrie, emis de echipa specială de anchetă, s-a dezvăluit, de asemenea, că Yoon i-ar fi spus comandantului Lee: „dărâmă ușile, chiar dacă trebuie să tragi” și „chiar dacă legea marțială este anulată, pot pur și simplu să o declar din nou de două sau trei ori, așa că continuă.” Ministrul Kim a prioritizat, de asemenea, arestarea și reținerea lui Lee Jae-myung⁠(d), Woo Won-shik și Han Dong-hoon din cadrul Adunării Naționale.
Pe 9 decembrie 2024, Ministerul Justiției a emis un ordin de interdicție de călătorie în străinătate împotriva lui Yoon, în urma unei anchete privind acuzațiile de rebeliune legate de scurta impunere a legii marțiale. Un ofițer superior din cadrul Agenției Naționale de Poliție a declarat că Yoon ar fi putut fi reținut dacă ar fi fost îndeplinite anumite condiții. Deși președinții în funcție ai Coreei de Sud beneficiază, în general, de imunitate în fața urmăririi penale, această imunitate nu se aplică în cazul acuzațiilor de rebeliune sau trădare, ceea ce îl face pe Yoon vulnerabil la acțiuni legale privind aceste acuzații grave.
Pe 11 decembrie 2024, poliția sud-coreeană a încercat să percheziționeze biroul lui Yoon în cadrul unei anchete privind controversata sa declarare a legii marțiale. Percheziția a fost blocată, deoarece anchetatorii nu au reușit să ajungă la un acord cu serviciul de securitate prezidențial.
Deși a fost suspendat din funcțiile publice, Yoon va primi o creștere salarială de 3%, echivalentă cu aproximativ 7,5 milioane de woni față de anul precedent, potrivit Ministerului Administrației Funcționarilor Publici.

#### Cereri de demisie
În dimineața zilei de 4 decembrie 2024, după încheierea legii marțiale, un număr mare dintre colaboratorii lui Yoon și-au dat imediat demisia, inclusiv șeful său de cabinet, Jeong Jin-seok, ministrul apărării Kim Yong-hyun și mulți alți secretari prezidențiali. Și alți membri ai personalului și-au oferit demisia. Pe 8 decembrie 2024, liderul PPP, Han Dong-hoon, a declarat că Yoon ar putea demisiona încă din februarie 2025, dacă va rămâne în funcție până atunci. O echipă specială a PPP a propus ca Yoon să părăsească funcția în februarie sau martie 2025 și a cerut ca alegerile pentru înlocuirea sa să fie organizate în aprilie sau mai. Totuși, pe 12 decembrie, Yoon a emis un comunicat în care a promis că va „lupta până la capăt”, opunându-se presiunilor pentru demisie, și susținând că declararea legii marțiale a fost un „act de guvernare” legitim împotriva „forțelor și grupurilor infracționale responsabile de paralizarea guvernului țării”.

#### Suspendarea din funcție

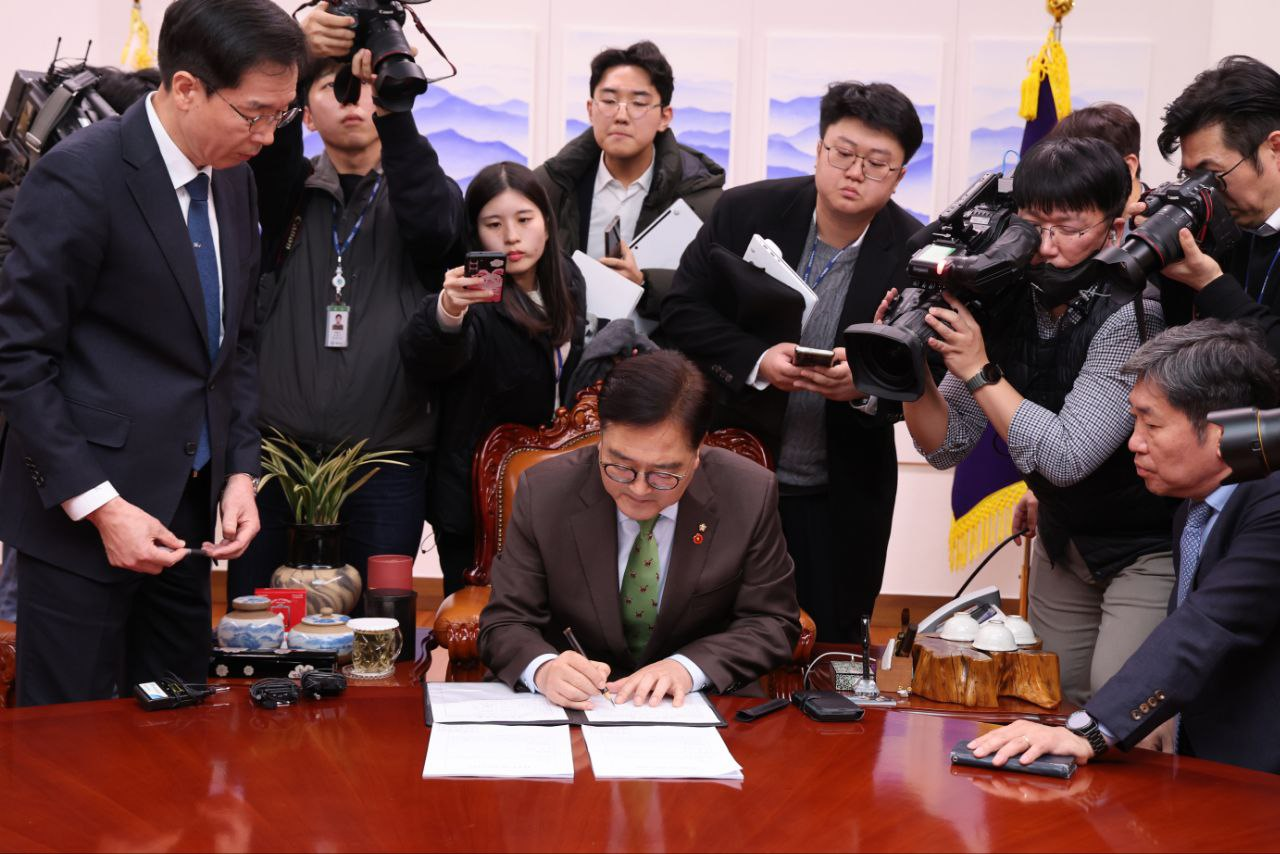
Președintele Adunării Naționale, Woo Won-shik, semnând moțiunea de suspendare

Pe 4 decembrie, aproximativ 190 de membri ai Adunării Naționale, din șase partide de opoziție, au depus o moțiune de suspendare din funcție, cu intenția de a o discuta în Adunare a doua zi și de a vota asupra acesteia pe 7 decembrie. Poliția a deschis o anchetă după ce au fost depuse și plângeri pentru trădare împotriva lui Yoon, ca urmare a declarării legii marțiale. Partidul Democrat a propus, de asemenea, numirea unui procuror special permanent pentru a-l ancheta pe Yoon pentru trădare.
Pe 7 decembrie, Yoon și-a cerut scuze pentru declararea legii marțiale, descriind-o drept o „decizie disperată luată de mine, președintele, ca ultima autoritate responsabilă de treburile statului”, și a declarat că aceasta nu se va repeta. El a mai promis că își va delega funcțiile politice Partidului Puterii Poporului (PPP). Mai târziu în aceeași zi, votul pentru demiterea sa a eșuat după ce doar 195 de parlamentari au fost prezenți în Adunarea Națională, sub pragul de 200 necesar pentru aprobarea moțiunii, ca urmare a unui boicot al tuturor deputaților PPP, cu excepția a trei.
La 9 decembrie, Ministerul Justiției i-a interzis legal lui Yoon să călătorească în străinătate.
La 14 decembrie, o a doua moțiune de suspendare împotriva lui a fost adoptată în Adunarea Națională, după ce 204 parlamentari, inclusiv 12 din Partidul Puterii Poporului (PPP), au votat în favoarea acesteia. Atribuțiile și puterile sale au fost suspendate și preluate temporar de prim-ministrul Han Duck-soo, în așteptarea unei decizii finale din partea Curții Constituționale a Coreei. La 27 decembrie, și Han a fost suspendat, fiind acuzat, printre altele, că a obstrucționat investigațiile împotriva lui Yoon și a soției sale, că a colaborat cu Yoon în privința legii marțiale și că a blocat numirea judecătorilor necesari pentru completarea Curții Constituționale.
La 7 ianuarie 2025, a fost raportat că Oficiul de Investigații privind Corupția în rândul Înaltelor Oficiali (CIO) îl investiga pe Yoon pentru trădare, pe baza unor dovezi conform cărora acesta ar fi încercat să provoace un conflict cu Coreea de Nord prin lansarea unei drone de pe insula Baengnyeongdo.
La 14 ianuarie 2025, procedura de demitere împotriva lui Yoon a fost suspendată brusc după o perioadă scurtă, deoarece acesta nu s-a prezentat la ședința Curții Constituționale. Audierile au continuat ulterior până la 25 februarie 2025. Yoon a participat pentru prima dată la procedură pe 21 ianuarie, ocazie cu care a negat că ar fi ordonat soldaților să intervină în activitatea Adunării Naționale privind declararea legii marțiale. La 25 februarie, în ultima zi a procesului de demitere, el și-a cerut scuze, dar a continuat să-și apere acțiunile. Procesul s-a încheiat după un total de 11 audieri desfășurate pe parcursul a 73 de zile, în care au fost audiați 16 martori.

#### Mandat de arestare, blocaj politic și arestare
Yoon a fost convocat de trei ori de către CIO pentru audieri pe 18, 25 și 29 decembrie, în legătură cu declararea legii marțiale. El a refuzat să se prezinte la oricare dintre convocări.
La 31 decembrie, Tribunalul Districtual de Vest din Seul a emis un mandat de arestare pe numele lui Yoon, sub acuzațiile de abuz de putere și orchestrare a crizei legii marțiale din Coreea de Sud din 2024. Yoon s-a baricadat în reședința prezidențială, unde s-au adunat sute de susținători ai săi, care s-au ciocnit cu poliția și cu opozanții lui Yoon. La 1 ianuarie 2025, acesta a transmis un mesaj susținătorilor săi, promițând că „va lupta alături de voi până la capăt pentru a proteja această națiune”. La 3 ianuarie, autoritățile au încercat să pună în aplicare mandatul în incinta complexului prezidențial, dar au abandonat tentativa după ce au fost blocate fizic de către Serviciul de Securitate Prezidențială. După expirarea mandatului pe 6 ianuarie, Tribunalul Districtual de Vest din Seul l-a prelungit în ziua următoare.
La 15 ianuarie, Yoon a fost arestat de poliție și de CIO, devenind astfel primul președinte în funcție al Coreei de Sud arestat. La 17 ianuarie, echipa de apărare penală a lui Yoon a depus o cerere de habeas corpus la Tribunalul Districtual Central din Seul, însă aceasta a fost respinsă a doua zi. El a fost reținut în Centrul de Detenție din Seul, situat în Uiwang, provincia Gyeonggi-do, unde a fost plasat în izolare. La 18 ianuarie, Tribunalul Districtual de Vest din Seul a emis un mandat de arestare formal pe motiv că Yoon reprezenta un risc de distrugere a probelor, prelungindu-i detenția pentru 20 de zile, în așteptarea deciziei procurorilor privind punerea sub acuzare. La 26 ianuarie, Yoon a fost inculpat sub acuzația de a fi „liderul unei insurecții”. La 7 martie, Tribunalul Districtual Central din Seul a anulat mandatul de arestare al lui Yoon, invocând vicii de procedură. Acesta a fost eliberat a doua zi.

#### Destituirea din funcție
La 4 aprilie 2025, printr-o decizie unanimă, un complet format din opt judecători ai Curții Constituționale a confirmat demiterea lui Yoon, înlăturându-l oficial din funcție. Aceasta l-a făcut cel mai scurt mandat prezidențial din istoria democratică a Coreei de Sud. Alegerile pentru desemnarea succesorului său trebuie să aibă loc în termen de 60 de zile de la destituirea sa.
Curtea l-a destituit pe Yoon din funcție pe baza următoarelor încălcări constituționale comise în timpul declarării legii marțiale:
- Nu au fost îndeplinite condițiile de fond necesare pentru declararea stării de urgență sub lege marțială
- Cerințele procedurale au fost încălcate prin neconvocarea unei ședințe oficiale a Cabinetului înainte de declararea legii marțiale
- A fost încălcat dreptul parlamentarilor de a delibera și vota, imunitatea acestora față de arestare și libertatea activității partidelor politice
- A fost încălcată neutralitatea politică a armatei și îndatorirea comandantului suprem, prevăzute de Constituție
- Au fost efectuate percheziții și confiscări neautorizate, fără mandat, la Comisia Electorală Națională, afectând independența acesteia
- Au fost încălcate dispozițiile constituționale care acordă Adunării Naționale dreptul de a revoca legea marțială
- Au fost încălcate drepturile constituționale privind sistemul multipartid, democrația reprezentativă și principiul separației puterilor în stat
- Au fost încălcate prevederile Constituției și ale Legii privind legea marțială referitoare la restrângerea drepturilor fundamentale sub regimul legii marțiale și principiul obligativității mandatului; au fost încălcate drepturile politice fundamentale ale cetățenilor, dreptul la acțiune colectivă, libertatea ocupațională etc.
- A fost încălcată independența justiției prin monitorizarea și elaborarea de planuri pentru arestarea unor foști judecători

La o săptămână după hotărâre, pe 11 aprilie, Yoon și soția sa au părăsit reședința oficială și s-au mutat în locuința lor personală din Gangnam⁠(d), Seul.

## Activități post-prezidențiale
La 17 mai 2025, Yoon a părăsit Partidul Puterii Poporului și și-a declarat sprijinul pentru candidatul acestuia, Kim Moon-soo, la alegerile prezidențiale din Coreea de Sud din 2025. La 21 mai, el a avut prima apariție publică fără legătură cu dosarele sale judiciare, participând la premiera, la Seul, a unui documentar despre presupuse fraude electorale la alegerile parlamentare din 2024.

### Procesul pentru acuzații de insurecție
Procesul lui Yoon pentru acuzațiile de insurecție a început la 14 aprilie 2025. Yoon a negat acuzațiile, susținând că încercarea sa de a impune legea marțială nu a constituit o insurecție. Dacă va fi găsit vinovat, Yoon riscă pedeapsa cu moartea sau închisoarea pe viață, deși în Coreea de Sud există un moratoriu asupra execuțiilor din 1997, anul ultimei execuții efectuate în țară. La 23 mai, poliția a anunțat confiscarea telefoanelor lui Yoon ca parte a investigațiilor privind tentativa de arestare a acestuia din ianuarie 2025.

### Alte investigații
La 30 aprilie 2025, procurorii au efectuat o percheziție aprobată de instanță la reședința privată a lui Yoon, ca parte a unei anchete privind acuzații de înțelegeri ascunse și trafic de influență, implicând un intermediar, Jeon Seong-bae, precum și soția lui Yoon. Această acțiune marchează prima dată în istoria Coreei de Sud când locuința unui fost președinte este percheziționată în legătură cu un scandal de corupție. La 1 mai, Yoon a fost inculpat pentru abuz de putere.

## Poziții politice

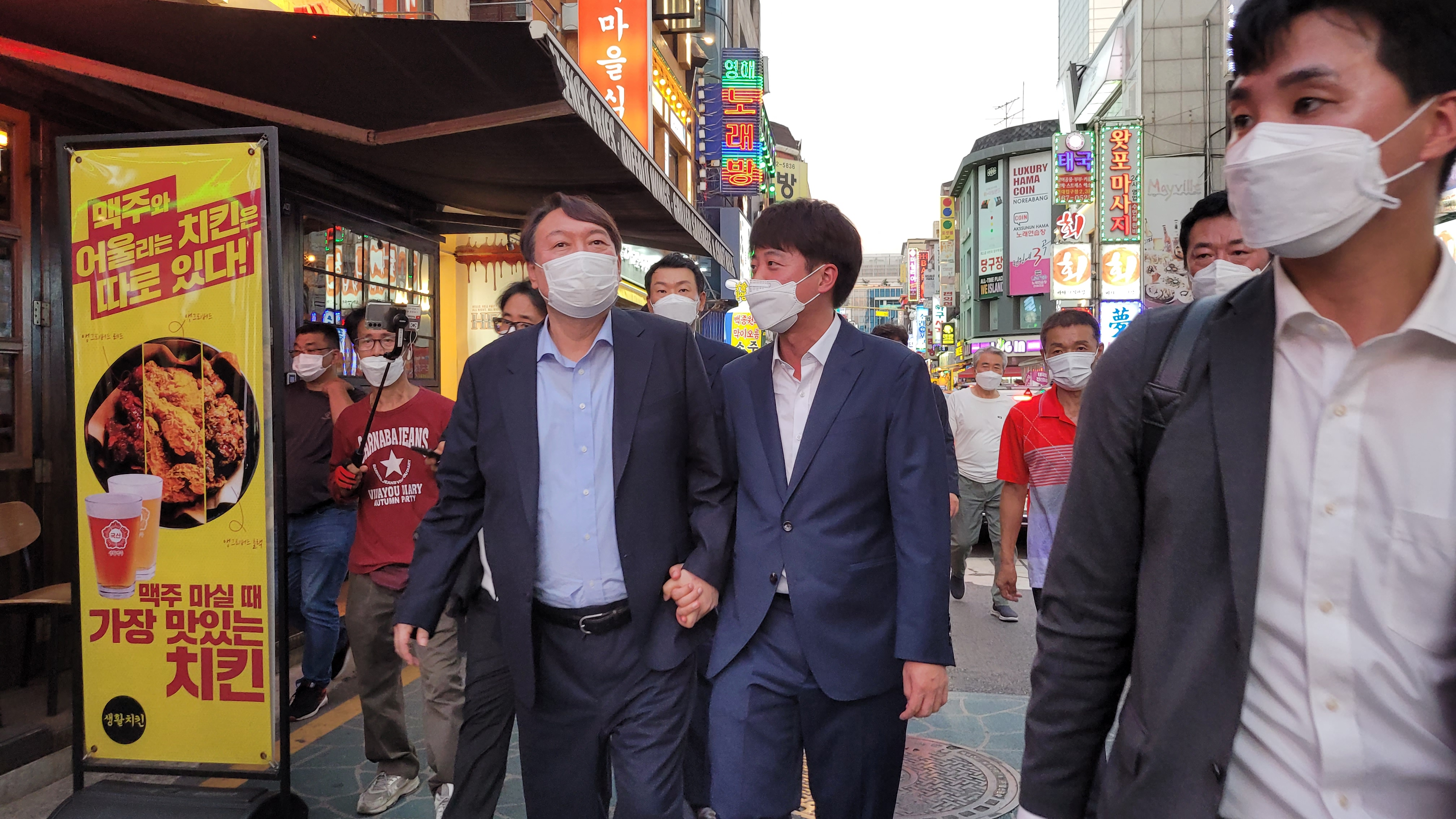
Yoon Suk Yeol (stânga) cu liderul partidului PPP, Lee Jun-seok (dreapta)

Yoon se autodefinește ca fiind „conservator”. Chung Doo-un, fost membru conservator al parlamentului, l-a considerat pe Yoon un conservator. Comentatorul politic Chin Jung-kwon i-a descris înclinația politică drept „libertarianism” (în coreeană 자유지상주의). De asemenea, a fost caracterizat ca un conservator social. Atitudinea sa critică față de feminism, natura sa naționalistă și poziția ostilă față de opoziție și media liberală au determinat mass-media și experții să-l eticheteze pe el și politicile sale drept „K-Trumpism” (în coreeană 한국판 트럼프 sau K-트럼프) și „extrema dreaptă” (în coreeană 극우), acuzații pe care el și susținătorii săi le resping.

### Economie
Yoon se opune intervenționismului economic din partea guvernului și este, în general, considerat pro-business, precum și conservator din punct de vedere fiscal. El a menționat economistul Milton Friedman și cartea acestuia din 1980, Free to Choose: A Personal Statement, ca o influență majoră asupra convingerilor sale privind liberalismul economic. Conform Centrului pentru Studii Strategice și Internaționale, Yoon și-a propus să reducă dependența de China și să promoveze reziliența lanțurilor de aprovizionare.

### Militar
Yoon și-a exprimat sprijinul activ pentru posibilitatea ca Coreea de Sud să dețină arme nucleare indigene. Carnegie Endowment for International Peace a descris politica sa drept „populism nuclear”. Unele cercetări arată că atitudinile naționaliste și sentimentul antiamerican sunt predominante în rândul susținătorilor unui arsenal nuclear autohton.
La 22 septembrie 2021, Yoon a declarat că va solicita Statelor Unite redeplasarea armelor nucleare tactice în Coreea de Sud în cazul unei amenințări din partea Coreei de Nord. Armele nucleare nu au mai fost desfășurate de SUA în Coreea de Sud de la începutul anilor 1990, după un acord cu Rusia și într-un efort de detensionare a relațiilor dintre Coreea de Nord și Coreea de Sud. Vorbind în numele Statelor Unite, Mark Lambert, adjunctul secretarului de stat american pentru Japonia și Coreea, a respins apelul lui Yoon privind renuclearizarea Coreei de Sud și a afirmat că această propunere contravine politicii americane.
La 12 noiembrie 2021, Yoon a indicat că ar fi deschis la mai multe desfășurări de rachete americane THAAD în Coreea de Sud.

## Viață personală
Yoon este căsătorit cu Kim Keon-hee din 2012. Soția sa a declarat că preferă termenul „soția președintelui” în locul celui de „prima doamnă”.
Kim este președinta companiei Covana Contents, specializată în organizarea de expoziții de artă. Ea a fost vizată de o anchetă care susținea că ar fi primit comisioane ilegale pentru organizarea expozițiilor, pe lângă relatările apărute în presa sud-coreeană potrivit cărora și-ar fi umflat CV-ul invocând legături cu Stern School of Business de la Universitatea New York. Kim a răspuns printr-o scuză publică.
Yoon este al patrulea președinte sud-coreean de religie catolică, după Moon Jae-in, Roh Moo-hyun, Kim Dae-jung și Roh Tae-woo⁠(d). A fost botezat cu numele creștin „Ambrozie”. Yoon și soția sa au fost acuzați că ar fi avut o relație apropiată cu șamani coreeni care, se presupune, le-ar fi oferit sfaturi în luarea unor decizii administrative.
Yoon este cunoscut pentru faptul că are mai multe animale de companie – de la patru câini și trei pisici în 2022 la șase câini și cinci pisici în 2025. În timpul mandatului său, în 2024, a fost adoptată o lege care interzice comerțul și consumul de carne de câine în Coreea de Sud.

## Distincții
- Polonia: Cavaler al Ordinului Vulturul Alb (13 iulie 2023)[291]
- Italia: Cavaler Mare Cruce cu Colan al Ordinului de Merit al Republicii Italiene (7 octombrie 2023)[292]
- Statele Unite ale Americii: Profile in Courage Award – Premiul pentru Curaj Civic acordat de Fundația John F. Kennedy (29 octombrie 2023)[293]